# Paradoja de los dos condensadores

Circuito de la paradoja, mostrando los voltajes iniciales antes de que el interruptor se cierre.

La paradoja de los dos condensadores o paradoja del condensador es una paradoja o experimento mental, en análisis de circuitos. El experimento mental usualmente se describe de la siguiente manera: 2 condensadores idénticos están conectados en paralelo con un interruptor abierto entre ellos. Uno de los condensadores está cargado con un voltaje {\displaystyle V_{i}}, el otro está descargado. Cuando el interruptor se cierra, parte de la carga {\displaystyle Q=CV_{i}} del primer condensador fluye hacia el segundo, reduciendo el voltaje del primero e incrementando el voltaje del segundo. Cuando se alcanza un estado estacionario y la corriente tiende a 0, el voltaje en los dos condensadores debe ser igual dado que están conectados juntos. Como ambos tienen la misma capacitancia la carga será dividida uniformemente entre los condensadores, de manera que cada condensador tendrá una carga de {\displaystyle {Q \over 2}} y un voltaje de {\displaystyle V_{f}={Q \over 2C}={V_{i} \over 2}}.
Al comienzo del experimento la energía inicial total en el circuito {\displaystyle W_{i}} es la energía almacenada en el condensador cargado:{\displaystyle W_{i}={1 \over 2}CV_{i}^{2}}Al final del experimento la energía final {\displaystyle W_{f}} es igual a la suma de la energía de los dos condensadores:

{\displaystyle W_{f}={1 \over 2}CV_{f}^{2}+{1 \over 2}CV_{f}^{2}=CV_{f}^{2}=C({V_{i} \over 2})^{2}={1 \over 4}CV_{i}^{2}={1 \over 2}W_{i}}

Entonces la energía final {\displaystyle W_{f}} es igual a la mitad de la energía inicial {\displaystyle W_{i}}
¿A dónde fue la otra mitad de la energía inicial?

## Soluciones
Este es un problema antiguo que ha sido discutido extensamente en la literatura electrónica.  A diferencia de otras paradojas científicas, esta paradoja no se debe a la física subyacente sino a las limitaciones de las convenciones del "circuito ideal" usadas en análisis de circuitos. La descripción del problema no es físicamente realizable si se asume que el circuito está hecho de elementos eléctricos ideales, como es usual en teoría de circuitos. Si los cables que conectan los condensadores, el interruptor y los condensadores son idealizados, como es usual, como si no tuvieran resistencia eléctrica o inductancia entonces el cierre del interruptor conectaría puntos con diferente voltaje mediante un conductor perfecto, causando el flujo de corriente infinita. Entonces una solución requiere que se relaje una o más características "ideales" de los elementos del circuito, lo que no fue especificado en la descripción del problema. La solución difiere dependiendo de cual de los supuestos sobre las características de los elementos del circuito se relaje:
- Si se asume que los cables tienen inductancia pero no resistencia, la corriente no sería infinita pero si el circuito no tienen ningún componente disipador de energía no alcanzará el estado estacionario, como se asume en la descripción. Constituirá un Circuito LC sin tasa de amortiguación así que la carga oscilará perpetuamente hacia delante y hacia atrás entre los dos condensadores; el voltaje de los dos condensadores y la corriente variará de forma sinusoidal. Nada de la energía inicial se perderá y, en cualquier punto, la suma de la energía en los dos condensadores y la energía almacenada en el campo magnético alrededor de los cables será igual a la energía inicial.
- Si se asume que los cables además de tener inductancia y no resistencia, tienen una longitud diferente de 0, el circuito oscilatorio actuará como una antena y perderá energía radiando ondas electromagnéticas (ondas de radio). El efecto de esta pérdida de energía es exactamente el mismo que si hubiera una resistencia llamada resistencia de radiación en el circuito, así el circuito sería equivalente a un Circuito RLC. La corriente oscilante en los cables será una sinusoide de decaimiento exponencial. Como nada de la carga original se pierde, el estado final de los condensadores será el descripto en el problema, con la mitad del voltaje en cada condensador. Dado que en este estado los condensadores contienen la mitad de la energía inicial, la otra mitad será radiada en forma de ondas electromagnéticas.
- Si se asume que los cables tienen algo de resistencia, es un circuito RC y la corriente decrecerá exponencialmente a 0. Al igual que en el caso anterior y dado que no se pierde carga, el circuito se asentará en el estado final estático de la descripción del problema. Como el estado de los dos condensadores juntos tiene la mitad de la energía inicial, la otra mitad de la energía será disipada como calor en la resistencia de los cables, cualquiera sea.
- Si además de la resistencia y la inductancia, los cables tienen una longitud mayor superior a 0 y actúan como antena, la pérdida de energía será la misma pero dividida entre las ondas electromagnéticas radiadas y el calor disipado por la resistencia.

Hay varias soluciones adicionales basadas en supuestos más detallados sobre las características de los componentes.

## Versiones alternativas
Existen varias versiones alternativas de la paradoja. Una es que en el circuito original, los dos condensadores están cargados con voltajes iguales y opuestos {\displaystyle +V_{i}} y {\displaystyle -V_{i}}. Otra versión equivalente es con un solo condensador cargado y en cortocircuito con un conductor perfecto. En estos casos, en el estado final toda la carga ha sido neutralizada, el voltaje final de los condensadores es 0 y toda la energía inicial se desvanece. Las soluciones a "¿Dónde se fue la energía?" son similares a las descriptas en la sección anterior.